# Khaidu
Khaidu, född omkring 1050, död omkring 1100, var en mongolisk ledare i klanen Borjiginerna.
Khaidu var efter sina mytologiska förfäder den äldsta historiskt säkerställda ledaren över mongolerna, och är känd som "den första att regera alla mongoler". Bland Khaidu ättlingar finns Khabul khan, och senare Djingis khan och de efterföljande ledarna av mongolväldet.
Under Khaidus regeringstid blomstrade klanen Borjiginerna, och växte i antal.